# 奧尼切尼鄉
46°48′N 27°9′E / 46.800°N 27.150°E
奧尼切尼鄉（羅馬尼亞語：Comuna Oniceni, Neamț），是羅馬尼亞的鄉份，位於該國東北部，由尼亞姆茨縣負責管轄，面積49平方公里，海拔高度254米，2007年人口3,426，人口密度每平方公里69人。